# Джонс, Дженни (баронесса)
Дженнифер «Дженни» Элен Джонс, баронесса Джонс Моулзкумская (англ. Jennifer ‘Jenny’ Helen Jones, Baroness Jones of Moulsecoomb, род. 23 декабря 1949, Брайтон, Восточный Суссекс) — английская археолог и политическая деятельница. Член Королевского общества древностей. Член Зелёной партии Англии и Уэльса. Член Палаты лордов с 2013 года, пожизненный пэр. В прошлом — заместительница мэра Лондона (2003–2004).

## Биография
Родилась 23 декабря 1949 года в Брайтоне, в семье больничного повара и санитарки-буфетчицы (dinner lady).
В детстве убиралась в конюшне, чтобы бесплатно кататься на лошадях.
В 1991 году поселилась в Лондоне. Работала учительницей ремесёл, секретарём, бухгалтером, продавцом в магазине и офис-менеджером.
В 45 лет окончила Институт археологии Университетского колледжа Лондона, получила степень бакалавра (с отличием) в области археологии.
После учёбы в течение 10 лет работала археологом.
В 1996—1998 годах — председатель Зелёной партии Англии и Уэльса.
В 2000—2016 годах была членом Лондонской ассамблеи, где занималась вопросами жилья, охраны правопорядка и гражданских свобод, езды на велосипеде и пеших прогулок, безопасности дорожного движения и наследия летних Олимпийских и Паралимпийских игр 2012 года. Занимала должность заместительницы председателя комитета по полиции и преступности Лондонской ассамблеи. В период с 2000 по 2008 год в лондонской администрации под руководством Кена Ливингстона была советницей мэра по экологическому транспорту, консультировала его по устойчивым видам транспорта и была председателем Лондонского совета по продовольствию. В 2003–2004 годах занимала должность второй заместительницы мэра Лондона по вопросам образования и ухода за детьми. В 2006—2010 годах — муниципальный депутат совета боро Саутуарк.
В 2004 году Елизавета II пригласила Дженни Джонс в Букингемский дворец на первое в своём роде мероприятие, где чествовали 180 женщин, добившихся успеха (‘women of achievement’).
5 ноября 2013 года избрана Зелёной партией Англии и Уэльса в Палату лордов, став там первой представительницей партии со времён Тима Бомонта. Взяла титул баронессы Джонс Моулзкумской от района Моулзкум в Брайтоне, в котором выросла.
В конце 2019 года оспорила решение Службы столичной полиции о запрете протестов активистов экологического движения Extinction Rebellion.
В 2021 году в ответ на предложение полиции о введении комендантского часа для женщин на время расследования похищения и убийства 33-летней жительницы Лондона Сары Эверард (Sarah Everard), предложила зеркальное решение — ввести комендантский час для мужчин.

## Личная жизнь
В 20 лет вышла замуж и родила двух дочерей.